# إدمان الكحول في أيرلندا
يُعد إدمان أيرلندا مشكلة صحيّة عامّة كبيرة.
في أيرلندا، يُعد 1.35 مليون شخص أيرلندي تتراوح أعمارهم بين 18 و 75 عامًا من شاربي الكحول على نحوٍ ضار.
يوجد أكثر من مئة وخمسين ألف أيرلندي في الفئة العمرية نفسها صُنِفوا بأنهم (شاربون معتمدون).
يلعب الكحول دورًا كبيرًا في الثقافة الأيرلندية. إنها صناعة اقتصادية مُهمّة لأيرلندا، ومُيسر رئيسي للتفاعلات الاجتماعية.
يُعد اضطراب تعاطي الكحول مشكلة كبيرة في أيرلندا، إذ تمتلك أحد أعلى معدلات استهلاك الكحول النقي في أوروبا، وتحتل المرتبة الثانية عمومًا. يُعد الإفراط في تناول المشروبات الكحولية أمرًا معتادًا في أيرلندا، إذ يُشارك أكثر من 58٪ من الرجال في هذا النشاط، وأكثر من ثُلث النساء. يتسبب اضطراب تعاطي الكحوليات في حدوث مشكلات واسعة النطاق في الخدمات الطبية الأيرلندية، ثم إن إدمان الكحول يتسبب في ثلاث وفيات على الأقل يوميًا في أيرلندا.
تتنوع أسباب الاستهلاك المفرط للكحول في أيرلندا. لا يُمكن عزو سبب واحد لاضطراب تعاطي الكحول، رغم ذلك تاريخيًا، عُد الاستعمار الإنجليزي، والمناخ السيئ في أيرلندا؛ أسبابًا للإفراط في استهلاك الكحول.

## السياق التاريخي
تضاعف الاستهلاك المفرط للكحول ثلاث مرات في أيرلندا منذ عام 1960. أُنشئ أول مثيل أيرلندي لمدمني الكحول المجهولين في عام 1940 في دبلن، ويوجد الآن أكثر من 864 مجموعة اجتماعات في جميع أنحاء البلاد .[بحاجة لمصدر] وضِع قانون العلاج النفسي في عام 1945، الذي أعطى اعتراف القانوني بمشكلة إدمان الكحول. قدّم قانون العلاج النفسي إجراءين جديدين لإدخال الأشخاص المصابين باضطراب تعاطي الكحول إلى المستشفى، حتى لو لم يكونوا مستعدين للدخول ولم يصدقوا أنّهم يعانون من مشكلة صحيّة عقلية. تضمّن الإجراء الأول فحص مريض من قبل مختص صحي في غضون 24 ساعة من تقديم طلب دخول المستشفى. بموجب العلاج النفسي، إذا احتاج المريض الدخول إلى المستشفى، يقوم مسؤول طبي للصحة العقلية في المنطقة بفحصه وتقرير العلاج المناسب. ثم يدخل المريض إلى أجل غير مسمى. سمح الإجراء الثاني باحتجاز (مريض مؤقت)، ويمكن أن يبقى بالمستشفى مدة تصل إلى ستة أشهر. أقرّ هذا القانون بالتحدّيات المتمثلة بتقبّل الناس طواعيةً العلاج من الإفراط في تناول الكحول. أقرّ القانون بأن اضطراب تعاطي الكحول كان مشكلة في أيرلندا، وكان الخطوة الأولى نحو الدعم الحكومي لأولئك الذين يُعانون من اضطراب تعاطي الكحول.
عملت الكنيسة الكاثوليكية بوصفها عاملًا مهمًا يؤثر في استهلاك أقل للكحول في أيرلندا من طريق الترويج لمنظمات مثل (بيونر توتال اسوشيشن)، التي ادعت 360,000 من الأعضاء في عام 1948. يمكن ربط السبب الأكثر أهمية لعادات الشرب المفرط بالانتقال الناجم عن الحروب والمجاعات والمرض في أثناء الاستعمار الإنجليزي لأيرلندا.
حاولت الكنيسة الكاثوليكية قمع إدمان الكحول في أيرلندا من طريق تشجيع بعض الشباب الكاثوليك على أداء قسَم الامتناع عن شرب الكحول. كان يُعتقد أن هذا من شأنه أن يُساعد في احتواء مشكلة الاستهلاك المفرط للكحول. إضافة إلى ذلك، المناطق الجغرافية التي تحتوي على عدد أكبر من السكان الكاثوليك، كانت عمومًا ذات معدلات شرب أقل. ارتبط الحضور العالي في الكتلة بانخفاض مستويات استهلاك الكحول. على النقيض من ذلك، تميل المناطق ذات التعرض التاريخي العالي للثقافة البريطانية (التي قيست من طريق؛ هل تعرضت المدينة لمباراة كريكيت أم لا؟) إلى معدلات استهلاك أعلى للكحول. يُعتقد أن تأثير الثقافة البريطانية عزّز ثقافة الشرب من طريق أشياء، مثل الأحداث الرياضية.
تُشير الدراسات أيضًا إلى أن المدن ذات الاستهلاك الأعلى للكحول كانت تاريخيًا الأقرب إلى مواقع التخمير والتقطير. عندما كانت المدن أقرب إلى معامل التقطير، كانت تكلفة نقل الكحول أقل، وبذلك استهلك الكثير من الناس في تلك المدن كميات أكبر من الكحول مقارنةً بالمدن الأخرى.
منذُ أوائل العقد الأول من القرن الحادي والعشرين، كانت معدلات استهلاك الكحول تنخفض في جميع أنحاء أيرلندا، مع انخفاض المستويات إلى 10.9 لترًا من استهلاك الكحول النقي في عام 2015. ويُعزى السبب إلى تطبيق الضرائب المفروضة على المشروبات الكحولية. ولكن، عندما انخفض سعر الكحول مرة أخرى في عام 2016، زادت مستويات الاستهلاك بنحوٍ حاد إلى ما يقرب من 11.5 لترًا من استهلاك الكحول النقي سنويًا.
في عام 2019، كان الأيرلندي الذي يزيد عمره عن 15 عامًا يشرب 10.8 لترًا من الكحول النقي، وهو ما يُماثل مستويات عام 1989، ولكن مع عدد أقل من البيرة التي تُشرب في الحانات التي تُعوض من طريق استهلاك النبيذ والمشروبات الروحية.
تُعد أبحاث الصحة في أيرلندا أن أكثر من نصف شاربي المشروبات الكحولية هم من يشربون الخمر، رغم أن نحو 3 من كل 4 يشربون الكحول يعدون نفسهم من شاربي المشروبات الكحولية الخفيفة أو المعتدلة.